# Портнов, Юрий Михайлович
Юрий Михайлович Портнов (25 сентября 1939 — 1 августа 2014) — советский и российский педагог, специалист в области теории и методики спорта, академик Российской академии образования РАО (1996).

## Образование
В 1962 году окончил Государственный институт физической культуры имени П. Ф. Лесгафта.
В 1989 году защитил докторскую диссертацию на тему «Теоретические и научно-методические основы подготовки квалифицированных спортсменов в игровых видах спорта». В том же году Ю. М. Портнову была присуждена ученая степень доктора педагогических наук, в 1990 году профессор.

## Карьера
С 10 января 1994 по 12 июля 1994 года являлся председателем Комитета Российской Федерации по физической культуре и туризму.
В 1996 году избран академиком Российской академии образования.
Заведующий сектором физической культуры и спорта отделения образования и культуры Российской академии образования.
Заведующий кафедрой теории и методики спортивных игр Российской государственной академии физической культуры РГАФК.
Проректор  по научной работе Российской государственной академии физической культуры.
Член коллегии Государственного комитета РФ по физической культуре и туризму, член исполкома Российского футбольного союза.
Подготовил 4 докторов и 39 кандидатов наук.
Скончался 1 августа 2014 года.

## Награды
- Заслуженный деятель науки Российской Федерации (1997)[8]
- Почётная грамота Правительства Российской Федерации (7 августа 1997) — за большой личный вклад в подготовку и проведение Спартакиады трудящихся Российской Федерации 1996-1997 годов "За физическое и нравственное здоровье нации"